# Niagara Automobile Company (1915)
Niagara Automobile Company war ein US-amerikanischer Hersteller von Automobilen.

## Unternehmensgeschichte
Das Unternehmen entstand 1915 in Buffalo im US-Bundesstaat New York. Es war ein Zusammenschluss der Mutual Motor Car Company, die als Sponsor bezeichnet wurde, und der Poppenberg Motor Company als Vertriebsgesellschaft. 1915 begann die Produktion von Automobilen in einem Werk von Crow-Elkhart in Elkhart in Indiana. Der Markenname lautete Niagara, evtl. mit dem Zusatz Four. 1916 endete die Produktion. Insgesamt entstanden rund 500 Fahrzeuge.
Weitere US-amerikanische Hersteller von Personenkraftwagen der Marke Niagara waren Niagara Automobile Company (1901), Niagara Motor Vehicle Company, Wilson Automobile Company und Niagara Motors Manufacturing Company.

## Fahrzeuge
Im Angebot stand nur ein Modell. Das Model C-16 hatte einen Vierzylindermotor von Lycoming. 88,9 mm Bohrung und 127 mm Hub ergaben 3153 cm³ Hubraum und 20 PS Leistung. Das Fahrgestell hatte 284 cm Radstand. Überliefert sind Tourenwagen mit fünf Sitzen und Roadster mit zwei Sitzen.